# Canosa Sannita
Canosa Sannita es un municipio de 1.509 habitantes de la provincia de Chieti en el Abruzzo, Italia.
Forma parte de la "Unión de Municipios de la Marrucina", además de la "Asociación Ciudad del Vino de Abruzzo", que comprende 20 comunidades abruzas, y al "Pacto territorial Chietino-Ortonese" por el trabajo y el desarrollo integrado del territorio. 
Canosa Sannita se encuentra a una modesta altura entre los valles de los torrentes La Venna y San Onofrio, detrás del macizo de la Maiella y el mar Adriático.

## Evolución demográfica
| Gráfica de evolución demográfica de Canosa Sannita entre 1861 y 2001 |
|                                                                      |
| Fuente ISTAT - elaboración gráfica de Wikipedia                      |

- Datos: Q51190
- Multimedia: Canosa Sannita / Q51190

1. ↑  Worldpostalcodes.org, código postal n.º 66010.
2. ↑  «Codici Catastali». Comuni-italiani.it (en italiano). Consultado el 29 de abril de 2017.